# مساحلة (الخبت)

تعديل مصدري - تعديل

مساحلة هي إحدى قرى عزلة نمرة بمديرية الخبت التابعة لمحافظة المحويت، بلغ تعداد سكانها 418 نسمة حسب تعداد اليمن لعام 2004.